# Tamássy Éva (operaénekes)
Tamássy Éva, Eva [von] Tamássy, a magánéletben Eva Csizmadia-Tamassy (Budapest, 1933. március 19. –‎ Köln, 2019. december 11.) opera-énekesnő (mezzoszoprán). Budapesten indult pályája a Kölni Operában teljesedett ki.

## Élete
Dr. László Géza énektanítványa volt. 1951-ben debütált a Operaházban  (Kadosa Pál: Huszti kaland című operájának Péter szerepében. Néhány évadon belül vezető szerepekhez jutott. 1953-ban díjat nyert a bukaresti VIT-en, majd 1954-ben Prágában, a Burján Károly emlékére rendezett énekversenyen. 1958-ban emigrált. 1959 februárjában kétszer lépett fel Amnerisként az Aidá-ban a bécsi Staatspoperben. Nyugat-Németországban telepedett le. További tanulmányokat folytatott Gerda Heuernél, Kurt Schneidernál és Xander Hagennél. 1959-től ’61-ig  a wiesbadeni színházban énekelt, majd az 1962–63-as évadban Bernben, később, 1969-ig Mannheimben. Sikeres Carmen-alakításai folytán Németországban Bundes-Carmenként emlegették. 1970-ben lelt végleges otthonra Kölnben, az Opera egyik vezető mezzója volt. Rendszeresen vendégszerepelt német, francia, dél-európai színpadokon. 2019-ben az Élet és Tudomány hasábjain megjelent egy cikk, mely pályafutását ismerteti: http://titurania.hu/lapok/eltud/2019_02.pdf. 48-51. o.
Nyugdíjba vonulása után is aktív részese volt a kölni operaéletnek. Úgy régi kollégáival, mint az újonnan belépőkkel termékeny  kapcsolatot tartott fenn. Figyelemmel kísérte a bemutatandó előadásokat, ha kérték, útmutatásaival látta el a produkciók létrehozóit, biztatásával bátorította őket. Minden premieren ott volt széles baráti körével együtt. A kölni St. Antonius kórházban hunyt el.

## Szerepei
- Georges Bizet: Carmen – címszerep; Mercédès
- Alekszandr Porfirjevics Borogyin: Igor herceg – Polovec lány
- Csajkovszkij: Jevgenyij Anyegin – Olga
- Léo Delibes: Lakmé – Miss Rose
- Gluck: Orfeusz és Eurüdiké – Orfeusz
- Kadosa Pál: Huszti kaland – Péter
- Kodály Zoltán: Háry János... – Mária Lujza
- Pietro Mascagni: Parasztbecsület – Lola
- Mejtusz: Az Ifjú Gárda – Ulja Gromova
- Wolfgang Amadeus Mozart: A varázsfuvola – Második hölgy
- Muszorgszkij: Borisz Godunov – Marina Mniszek
- Jacques Offenbach: Hoffmann meséi – Antónia anyjának hangja
- Giacomo Puccini: Pillangókisasszony – Kate Pinkerton
- Camille Saint-Saëns: Sámson és Delila – Delila
- Richard Strauss: Elektra – Klütaimnésztra
- Szokolay Sándor: Hamlet – Gertrúd
- Giuseppe Verdi: Rigoletto – Maddalena; Giovanna; Ceprano grófné
- Giuseppe Verdi: A trubadúr – Azucena
- Verdi: La Traviata – Flora Bervoix; Annina
- Verdi: Álarcosbál – Ulrica
- Giuseppe Verdi: Aida – Amneris; Főpapnő
- Verdi: Don Carlos – Eboli hercegnő
- Wagner: Trisztán és Izolda – Brangäne
- Wagner: A Nibelung gyűrűje – Erda; Fricka; Waltraute